# Alfonso Carlo di Borbone-Spagna
Alfonso Carlo di Borbone-Spagna, duca di San Jaime e Angiò (Londra, 12 settembre 1849 – Vienna, 29 settembre 1936), fu considerato legittimo re di Spagna dai carlisti con il nome di Alfonso Carlos I e re di Francia dai legittimisti francesi con il nome di Carlo XII.

## Biografia
Alfonso Carlo era un discendente della famiglia reale spagnola; il re di Spagna, Carlos IV era suo bisnonno. Il nonno di Alfonso, Carlo Maria Isidoro era impegnato in una faida dinastica con il fratello per l'eredità, sebbene il conflitto si sovrapponesse a importanti divisioni sociali e politiche. La guerra civile del 1833-1840 che ne seguì produsse la sconfitta di Carlo Maria, che reclamò il trono come Carlo V, e dei suoi seguaci tradizionalisti e antiliberali, chiamati carlisti. Andò in esilio e abdicò nel 1845 in favore del figlio maggiore. Suo figlio minore e padre di Alfonso, Giovanni Carlo, prestava servizio nell'esercito di un parente, il re di Sardegna Carlo Alberto di Savoia. Nel 1847 sposò Maria Beatrice d'Asburgo-Este, figlia di Francesco IV duca di Modena e Reggio. Tuttavia, la visione sempre più liberale di Giovanni Carlo produsse un acuto conflitto con la moglie religiosa e suo cognato, Francesco V. La coppia accettò di separarsi; Giovanni Carlo partì per l'Inghilterra, mentre Maria Beatrice con i loro figli rimase a Modena.
Negli anni cinquanta dell'Ottocento Alfonso trascorse la prima infanzia con la madre e il fratello maggiore a Modena. A causa dei tumulti rivoluzionari del 1859 la famiglia partì per l'Austria, ospitata dall'ex imperatore Ferdinando I e si stabilì a Praga, che rimase la loro residenza principale fino al 1864. Il loro tentativo di stabilirsi a Venezia, derivante da problemi di salute, fu negata a causa della guerra italo-austriaca; trascorsero gli anni 1864 - 1867 facendo la spola tra Innsbruck, Vienna e Graz. La madre, una donna molto religiosa, si assicurò che i due fratelli ricevessero un'educazione profondamente cattolica, carlista e antiliberale. Nel 1868 Alfonso intraprese un lungo pellegrinaggio in Palestina; lo stesso anno suo fratello Carlo, assunse la pretesa carlista al trono di Spagna. Al ritorno in Europa, Alfonso decise di unirsi agli Zuavi pontifici.

### Matrimonio
Durante un congedo dal servizio papale, Alfonso incontrò l'infanta Maria das Neves di Braganza (1852-1941), figlia maggiore del deposto re del Portogallo Michele I, che aveva perso il trono nel 1834; in esilio Michele sposò la principessa Adelaide di Löwenstein-Wertheim-Rosenberg, discendente di una famiglia tedesca altamente aristocratica. Alfonso e Maria si sposarono nel 1871 nella tenuta di famiglia della sposa a Kleinheubach. La sposa e lo sposo erano imparentati, poiché la nonna paterna di Maria, Carlotta Gioacchina, era sorella del nonno paterno di Alfonso. Il loro matrimonio durò 65 anni. Alcune fonti sostengono che il loro unico figlio sia nato nel 1874 ma morì poco dopo, altre sostengono che non ebbero figli.

### Carriera militare
Da quando si era arruolato negli Zuavi, Alfonso Carlo prese parte agli addestramenti, manovre e altre manovre in tempo di pace dell'esercito papale. Quando il 20 settembre 1870 le truppe italiane assaltarono Roma, prestò servizio come alférez nella VI Compagnia del II Battaglione. Fu schierato lungo le Mura Aureliane e concentrato intorno a Porta Pia. Per poche ore e pesantemente in inferiorità numerica, gli Zuavi resistettero all'assalto dei reparti d'assalto dei bersaglieri. L'ordine pontificio di rinunciare non fu accettato all'unanimità e alcuni distaccamenti continuarono a combattere fino a quando tutte le unità si arresero quel giorno. Alfonso non fu riconosciuto e per 3 giorni con altri prigionieri di guerra fu tenuto in carcere; i prigionieri furono poi spediti a Tolone e rimessi in libertà. Successivamente, Alfonso si trasferì a Graz.
Nei primi mesi del 1872 Carlo VII stava progettando uno scontro contro la monarchia di Amedeo I. Richiamò il fratello dal sud della Francia e in aprile lo nominò comandante delle truppe carliste, che avrebbero dovuto operare in Catalogna. Mentre i combattimenti continuavano, Alfonso risiedeva principalmente a Perpignan. Si concentrò sulla logistica e lavorò per ottenere finanziamenti; ebbe anche incarichi militari personali ed emanò ordini generali. Alla fine di dicembre attraversò la Spagna e a febbraio si unì alla colonna guidata da Francisco Savalls. Durante il semestre successivo Alfonso fece la spola tra piccoli villaggi nelle province di Girona e Barcellona. Non è chiaro quale sia stato il suo personale contributo ai piccoli successi nell'area. Durante l'estate sviluppò un acuto conflitto con Savalls; nell'ottobre 1873 Alfonso si trasferì in Navarra per discutere con il fratello dei problemi della catena di comando. L'esito dei colloqui fu inconcludente e fino alla primavera del 1874 Alfonso rimase a Perpignan.
In aprile Alfonso tornò in Catalogna e si stabilì a Prats de Llusanés. A maggio attraversò l'Ebro e comandò durante i combattimenti nei pressi di Gandesa; a giugno virò verso il Maestrazgo e l'Aragona meridionale. Nel luglio 1874 Alfonso diresse l'assedio fallito di Teruel, e alla fine di quel mese ordinò l'operazione contro Cuenca. L'assalto produsse uno dei più grandi trionfi carlisti. Tuttavia, le truppe vittoriose saccheggiarono la città e il "Saco de Cuenca" divenne uno dei casi più noti di violenza carlista. Nell'agosto 1874 Carlo VII trasferì Alfonso al comando del nuovo Ejército del Centro; Alfonso protestò contro la decisione e si dimise. Tra settembre e ottobre rimase relativamente inattivo. Con sede a Chelva e poi ad Alcora, diede gli ultimi ordini per organizzare un'incursione verso Murcia. Con l'approvazione del fratello nel novembre 1874 Alfonso si recò in Francia e si ritirò nel privato.

### Stato finanziario

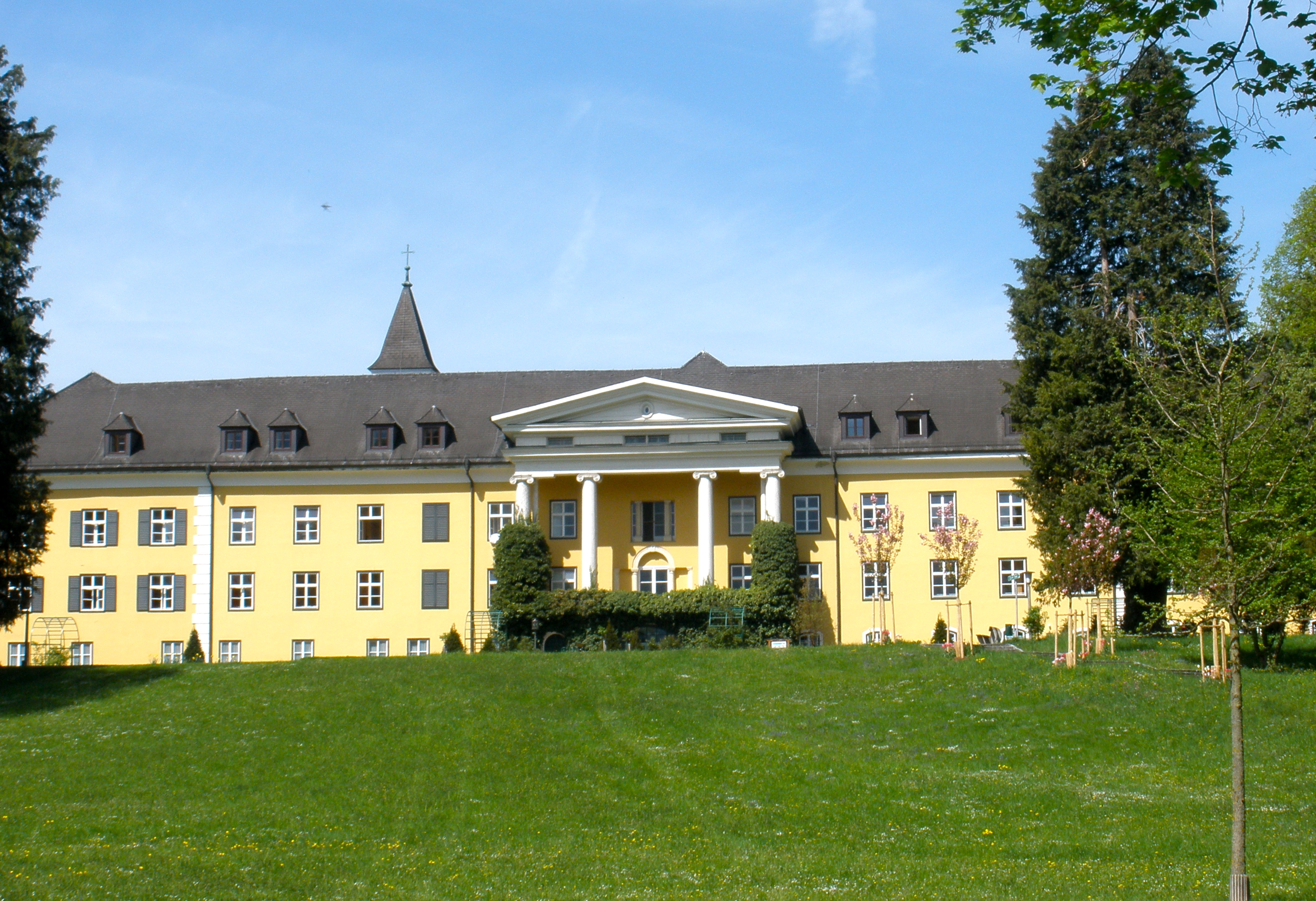
Ebenzweier residence

Per linea paterna, Alfonso ereditò poche ricchezze. Suo padre, discendente di un ramo esiliato di reali spagnoli, aveva abbandonato la famiglia e risiedeva in Inghilterra come cittadino comune vivendo di un vitalizio, pagato dai parenti della sua ex moglie. La madre di Alfonso inizialmente condivideva le ricchezze della famiglia Austria-Este. Una volta che suo fratello perse il trono, il ramo visse in esilio in Austria e le loro proprietà furono divise tra molti membri. Quando si sposò, Alfonso accedette alla ricchezza della famiglia Braganza, anch'essa esiliata dal Portogallo, che possedeva numerose proprietà in Baviera, Austria e altrove. Secondo una fonte Francesco V, che non aveva figli maschi, intendeva fare di Alfonso il suo erede legittimo; la condizione era che Alfonso adottasse il nome Austria-Este, che rifiutò. A seguito di numerose divisioni di beni all'interno delle famiglie Borbone/Austria Este e Braganza/Löwenstein-Wertheim, Alfonso e sua moglie finirono come proprietari di 4 feudi, tutti situati nell'Austria imperiale: una multi-proprietà residenziale a Theresianumgasse a Vienna, il palazzo di Puchheim, il palazzo di Ebenzweier e numerosi piccoli complessi urbani a Graz.

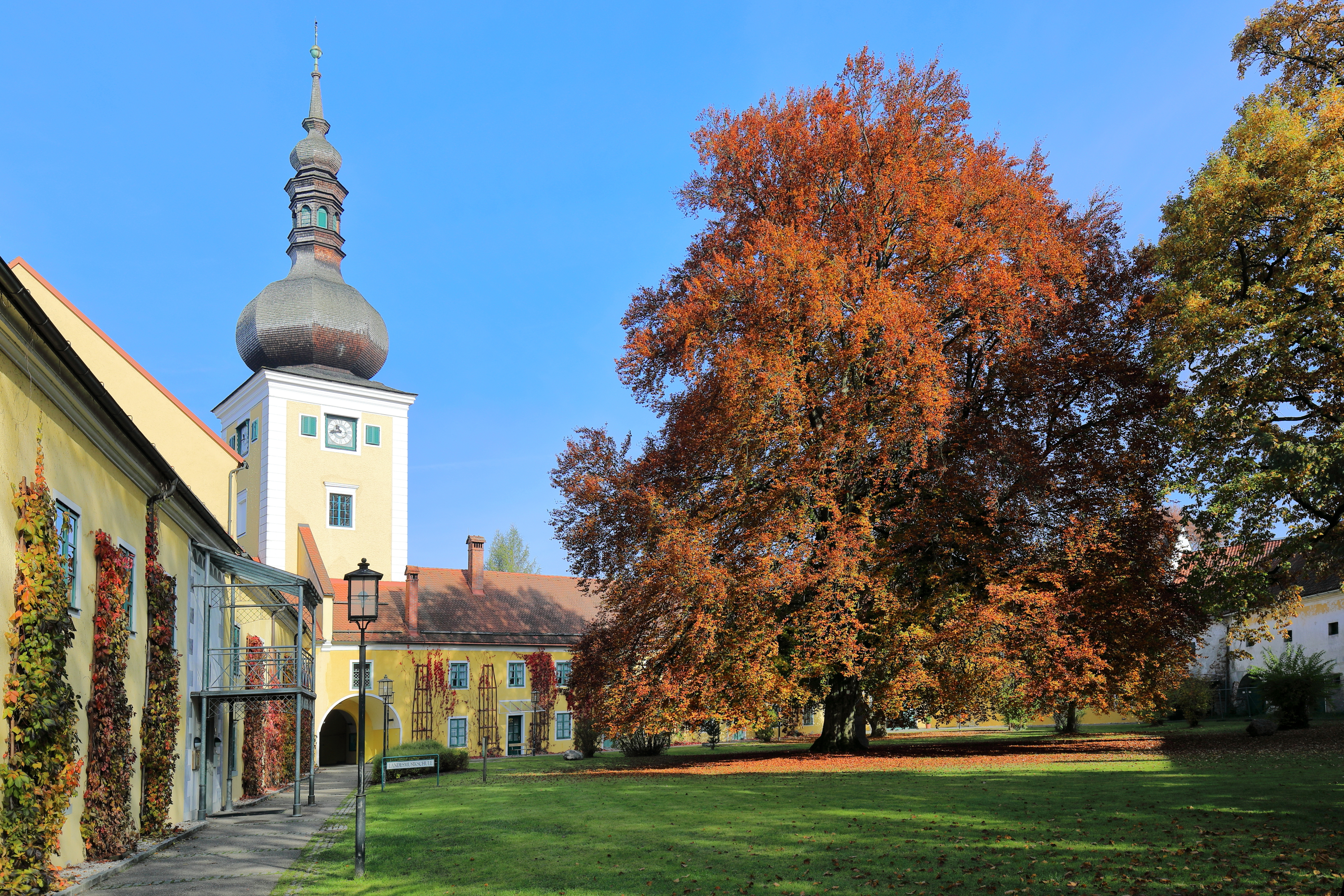
Puchheim residence

Fino al 1914 la coppia rimase in ottima posizione finanziaria. La loro fonte di reddito erano principalmente i profitti generati dall'economia rurale relativa alle proprietà di Ebenzweier e Puchheim. I loro possedimenti rurali erano esentati da obblighi fiscali e di altro tipo, poiché godevano dello status extraterritoriale, concesso dal ramo regnante degli Asburgo ai propri parenti. I profitti rurali erano generati dalle normali attività agricole su larga scala, compresa la produzione e la vendita di prodotti caseari, prodotti orticoli, grano, bestiame e persino fiori. Altri proventi erano prodotti dall'affitto di locali a Vienna e Graz e da titoli vari. Negli anni '10 e su suggerimento di un fidato consigliere spagnolo, la maggior parte di questi documenti furono depositati nelle banche svizzere.
Nell'Austria repubblicana la coppia soffrì di problemi finanziari, soprattutto all'inizio degli anni '20, come risultato di nuove normative sociali e fiscali, inflazione e perdita di extraterritorialità. Grazie agli sforzi della diplomazia di Madrid fu ripristinato lo status privilegiato di alcuni possedimenti ed Ebenzweier fu affittato all'ambasciata spagnola, tuttavia permaneva la minaccia di espropriazione. A causa della legislazione sul lavoro, l'economia rurale realizzava pochissimo profitto, il noleggio era divenuto commercialmente difficile e i titoli, situati all'estero, erano difficilmente accessibili. Di fronte a un totale fallimento finanziario, la coppia accettò misure come l'abbattimento degli alberi per il legname, la vendita regolare di terreni e proprietà di Graz e persino la vendita di oggetti personali come gioielli e opere d'arte. Per alcuni anni si astennero dall'acquistare nuovi vestiti; a Vienna viaggiavano sempre a piedi e durante i viaggi in treno frequentavano regolarmente la 3ª classe. Ridussero il personale a 3 domestici e a volte soffrivano il freddo a causa del risparmio sul riscaldamento. Dall'inizio degli anni '30 il loro status migliorò leggermente; i cambiamenti in Austria produssero una politica meno restrittiva e, come re, Alfonso fu aiutato finanziariamente dall'organizzazione carlista in Spagna.

### Stile di vita
Entrambi molto religiosi, Alfonso e Maria formarono una coppia amorosa; durante tutto il loro matrimonio rimasero vicini l'uno all'altro. A differenza del fratello maggiore, Alfonso non ebbe relazioni extraconiugali. La coppia fu solo moderatamente attratta dallo sfarzo della capitale imperiale; per motivi politici non avevano accesso agli incontri ufficiali organizzati dalla corte asburgica. Alfonso passava le sue giornate dietro la scrivania a fare corrispondenza d'affari. Periodicamente era assistito dal segretario personale, tuttavia si lamentava di non averne uno che potesse fare affari in tedesco. Nel periodo tra le due guerre corrispondeva pesantemente con il marchese de Vesolla, che divenne il suo principale consigliere finanziario e fiduciario. Nel tempo libero la coppia si godeva lunghe passeggiate; anche a ottant'anni camminavano per 2-3 ore, e a Vienna il loro posto preferito era il Belvederegarten. Alfonso amava andare in bicicletta e entrambi amavano la corrida e quando erano in America o in Spagna cercavano sempre di andare a vederne una.
Fino al 1914 la coppia condusse una vita lussuosa, facendo la spola tra le loro proprietà a seconda della stagione e di altre circostanze. In ogni residenza mantenevano personale dedicato, e quando viaggiavano portavano con sé servi e numerosi effetti personali, compresi i cavalli. Poiché in Austria gli inverni erano rigidi, intorno a dicembre di ogni anno la coppia partiva per le regioni più calde e tornava verso aprile; prima della prima guerra mondiale Alfonso e sua moglie viaggiarono in Italia, nell'altro Mediterraneo (ma non in Spagna) e intrapresero viaggi più lunghi in America, Africa e Medio Oriente. A causa di difficoltà finanziarie la coppia smise di viaggiare dopo la prima guerra mondiale; in seguito ripresero i viaggi invernali, anche se non più in luoghi esotici. Viaggiavano in incognito e vivevano molto modestamente. Dopo aver ereditato la pretesa carlista nel 1931, Alfonso e Maria erano soliti trascorrere lunghi periodi nel sud della Francia, vicino alla frontiera spagnola.
Se facevano visita o venivano visitati, di solito si limitavano a parenti stretti. Fino al 1906 visitarono frequentemente la madre di Alfonso. Nonostante il conflitto politico e dinastico la coppia mantenne una corrispondenza molto corretta con Alfonso XIII e la diplomazia spagnola fornì loro un enorme aiuto dopo il 1918. Riservarono inimicizia solo a Berthe, vedova del fratello di Alfonso; la consideravano una dissoluta immorale che viveva della vendita di oggetti sequestrati illegalmente. Fino alla fine degli anni '20 furono anche tiepidi nei confronti di alcuni membri della famiglia Borbone-Parma. Da uno dei loro viaggi in Africa, Alfonso e Maria portarono una ragazza nera di nome Mabrouka, che nel tempo assunse un ruolo intermedio tra un servo e un membro della famiglia. Dal 1909 in poi Alfonso continuò a pagare una pensione ai suoi fratellastri inglesi.

### Opinioni politiche
Alfonso si considerava soprattutto spagnolo e definiva la Spagna “il mio paese”; credeva nella missione spagnola in America, dove la vivace Hispanidad doveva opporsi alla media cultura anglosassone. Durante i viaggi in incognito in Spagna negli anni '20 si sentiva "come in paradiso" e rallegrava gli spagnoli gentili, sereni e disponibili. Fino al 1918 si sentiva anche emotivamente molto legato all'Austria e sostenne con tutto il cuore gli Imperi Centrali durante la Grande Guerra. Tuttavia, dopo il rovesciamento della monarchia, la simpatia per il paese ospitante svanì, soprattutto a causa della legislazione sociale adottata; si riferiva all'Austria come alla sua prigione. Rimase invece costante la francofobia di Alfonso.
La stampa liberale spagnola a volte definiva Alfonso "il macellaio di Cuenca", riferendosi al saccheggio di Cuenca durante la terza guerra carlista; in seguito tuttavia, Alfonso dimostrò una posizione pacifista. Durante il conflitto ispano-americano dichiarò in privato che la Spagna avrebbe dovuto abbandonare Filippine e Cuba tre anni prima. Era irritato da quella che percepiva come una frenesia iperpatriottica della stampa spagnola, elogiava il governo di Madrid per aver concluso il trattato di pace e affermava di aver impedito la perdita delle Isole Canarie e Isole Baleari. Durante la prima guerra mondiale la coppia gestiva un mini-ospedale nella loro casa di Vienna e si occupava personalmente dei soldati feriti. Ha deplorato la violenza rivoluzionaria in Russia e altrove. Assumendo la pretesa carlista, confessò che la guerra civile era un mezzo politico inaccettabile. Tuttavia, era meglio conosciuto come partigiano del movimento anti-duello. In alcuni paesi Alfonso Carlo fondò e animò leghe contro il duello, in alcuni casi si assicurò il patrocinio reale, scrisse un libro che promosse la causa e pubblicò alcuni articoli correlati.
Come discendente ed erede di governanti deposti, aborriva i regimi liberali instaurati nella seconda metà del XIX secolo in Europa. La rivoluzione sovietica rimase il suo costante punto di riferimento negativo, rappresentando il crollo della civiltà. Tuttavia, anche la legislazione socialdemocratica dell'Austria repubblicana ottenne la sua furiosa critica, con le successive autorità austriache denominate "comuniste" e "bolscevichi" che governarono sul "paese dei ladri che non hanno rispetto né per la legge né per la giustizia né per proprietà"; anche il presidente democristiano Miklas fu soprannominato “rosso”. Accolse la dittatura di Rivera e in seguito si lamentò del declino dell'ordine politico in Spagna nel 1930. Predisse che il paese sarebbe diventato una repubblica entro 2 anni. Alfonso considerava il regime di Dollfuss in Austria come un passo avanti, ma le sue opinioni sul regime fascista in Italia e sul dominio nazista in Germania rimangono poco chiare.

### Causa carlista
Secondo la dottrina dinastica carlista, alla nascita Alfonso era il terzo in linea di successione al trono. Nel 1861-1868 fu il secondo, e nel 1868-1870 il primo ad ereditare la pretesa. Dal 1870 fu relegato in seconda posizione, in quanto alla morte del fratello maggiore la pretesa sarebbe passata al figlio appena nato e nipote di Alfonso, poi conosciuto come Don Jaime. Quando ciò accadde davvero nel 1909 Alfonso tornò ad essere il primo in linea di successione, ma pochissimi lo consideravano un futuro re carlista. Per decenni Don Jaime era passato dalla giovinezza alla mezza età senza figli e invecchiò celibe, ma fino alla fine degli anni '20 era ancora teoricamente possibile che generasse un figlio legittimo. Alfonso non avrebbe potuto ragionevolmente aspettarsi di ereditare il credito, poiché sembrava improbabile che sarebbe sopravvissuto al nipote minorenne di 21 anni. Quindi, per oltre mezzo secolo all'interno del Carlismo, Alfonso fu visto come un membro collaterale della famiglia reale che contribuì galantemente alla causa nei primi anni 1870, ma che non avrebbe avuto alcun ruolo in futuro.
Le fazioni dissenzienti tendevano a considerare Alfonso come una presunta alternativa dinastica a suo fratello o a suo nipote quasi ogni volta che il carlismo soffriva di crisi interne. A metà del 1880 i sostenitori di Ramón Nocedal sfidarono Carlos VII e alcuni nutrirono la speranza che Alfonso sarebbe diventato il loro capo; anche alcuni legittimisti francesi, in seguito alla morte del conte di Chambord, considerarono Alfonso e non suo padre il successivo re di Francia. A metà e alla fine degli anni '10 i seguaci di Juan Vázquez de Mella favorirono decisamente la Germania durante la Grande Guerra; poiché Don Jaime simpatizzava con l'Intesa e Alfonso sosteneva gli Imperi Centrali, quest'ultimo divenne nuovamente oggetto di speculazioni dinastiche.
Alfonso non manifestò mai il minimo tono di slealtà ai suoi parenti al potere e non cercò mai di sostituirli o di costruirsi un proprio seguito nel partito. Sebbene ammettesse con orgoglio la sua identità carlista, rimase in qualche modo distaccato dal movimento, e non partecipò né a riunioni dietro le quinte che forgiavano la politica carlista né a grandi raduni carlisti tenuti all'estero; questa presa di posizione gli valse alcune critiche e pochi lo chiamarono "santo imbécil". Ha mantenuto una corrispondenza privata con alcune personalità carliste in Spagna, a volte ha discusso di sviluppi politici ed ha espresso le proprie opinioni, ma non ci sono prove che abbia cercato di imporre le sue opinioni o di mettere in piedi qualsiasi schema politico. La sua corrispondenza non rivela né speculazioni né manovre relative alla sua futura affermazione teorica. Negli anni '20 iniziò a provvedere alla propria morte e nel 1930 fu certo che suo nipote fosse rimasto in buona salute.

### Rivendicazione francese
A seguito della morte improvvisa del nipote, nell'ottobre 1931 Alfonso ereditò la legittima pretesa al trono di Francia. Non si è mai espresso ufficialmente nel caso francese; non ha avallato le pretese dei Blancs d'Espagne né ne ha preso le distanze. Il ramo relativo a Sisto di Borbone-Parma lo dichiarò "Carlo XII", mentre i seguaci di Paul Watrin optò piuttosto per "Alphonse I". Tra il 1931 e il 1936 Alfonso trascorse almeno 4 inverni nel sud della Francia, ma evitò impegni pubblici; il più noto fu un evento religioso a Mondonville, fortemente saturato di sapore legittimista.

### Rivendicazione spagnola
Con la morte di Don Jaime, Alfonso ereditò la pretesa carlista al trono spagnolo. Accettò, anche se ha confessato in privato che la decisione è arrivata come "il più grande sacrificio della mia vita" e che la corona tradizionalista era una "corona di spine".  Per non bruciare i ponti con gli Alfonsisti rifiutò il nome reale di “Alfonso XII”; per non alienarsi i carlisti rifiutò anche il nome di “Alfonso XIV” e alla fine si stabilì per il nome reale di “Alfonso Carlo I”. Tradizionalmente i pretendenti carlisti assumevano anche il titolo di Duca di Madrid. A causa di Berthe de Rohan, vedova di Carlo VII che portava ancora il titolo di Duchessa di Madrid, Alfonso Carlo alla fine optò per il titolo di Duca di San Jaime. Ha confermato in blocco tutte le precedenti nomine di partito personali di Don Jaime;  tuttavia, alla fine del 1931 per alcuni mesi si stabilì in Francia per discutere le cose in dettaglio.
Alfonso Carlo inizialmente sembrava pronto a discutere una soluzione dinastica informale, provvisoriamente concordata tra Don Jaime e il deposto Alfonso XIII. Incontrò Alfonso in Francia ed entrambi pubblicarono manifesti affettuosi, anche se con poca sostanza. Ciò provocò ansia nel ramo carlista noto come cruzadista; durante l'incontro con Alfonso Carlo a metà del 1932 sembravano essere arrivati a una certa intesa, ma poiché i cruzadisti erano divenuti intransigenti, li espulse dal partito. Nel 1933-1934 Alfonso Carlo divenne chiaramente poco propenso a un accordo dinastico; nel 1934 respinse anche le potenziali pretese del pronipote Carlo Pio. Nel 1935 Alfonso Carlo accolse don Alfonso a Puchheim, ma con lui discusse di questioni familiari. Dopo un'ultima esitazione nell'aprile 1936 Alfonso Carlo rese pubblica la sua decisione; in seguito alla sua morte il principe Saverio sarebbe diventato reggente della Comunione Tradizionalista, in quanto Borbone più prossimo in linea maschile (e nipote diretto per via materna del fratello di Alfonso Carlo, Carlo Maria di Borbone-Spagna, che condivideva inoltre gli ideali carlisti).

### Morte
Il 28 settembre 1936 Alfonso Carlo e sua moglie decisero come di consueto di fare una passeggiata quotidiana nel vicino Belvederegarten. Nell'attraversare Prinz Eugen Strasse, si fermò in mezzo al binario del tram, poi tentò di correre, e alla fine fu investito da un'auto che si avvicinava da Schwarzenbergplatz. Fu immediatamente portato in ospedale e il team di emergenza fu radunato per curarlo; dopo un leggero miglioramento nella sera, morì il giorno seguente. Al funerale e alla sepoltura nella cappella di famiglia a Puchheim parteciparono la vedova, uscita illesa dall'incidente, il principe Saverio, molti membri della famiglia aristocratica e l'esecutivo carlista.

## Ascendenza
|                                 |                             |                                       | Genitori                            |  |  | Nonni |  |  | Bisnonni           |  |  | Trisnonni           |  |
|                                 |                             |                                       |                                     |  |  |       |  |  | Carlo IV di Spagna |  |  | Carlo III di Spagna |  |
|                                 |                             |                                       |                                     |  |  |       |  |  | Carlo IV di Spagna |  |  | Carlo III di Spagna |  |
|                                 |                             | Maria Amalia di Sassonia              |                                     |  |  |       |  |  | Carlo IV di Spagna |  |  |                     |  |
| Carlo, Conte di Molina          |                             |                                       |                                     |  |  |       |  |  | Carlo IV di Spagna |  |  |                     |  |
|                                 |                             | Maria Luisa di Borbone-Parma          | Filippo I di Parma                  |  |  |       |  |  |                    |  |  |                     |  |
|                                 |                             | Maria Luisa di Borbone-Parma          | Filippo I di Parma                  |  |  |       |  |  |                    |  |  |                     |  |
|                                 |                             | Maria Luisa di Borbone-Parma          | Luisa Elisabetta di Borbone-Francia |  |  |       |  |  |                    |  |  |                     |  |
| Giovanni, Conte di Montizón     |                             | Maria Luisa di Borbone-Parma          |                                     |  |  |       |  |  |                    |  |  |                     |  |
|                                 |                             | Giovanni VI del Portogallo            | Pietro III del Portogallo           |  |  |       |  |  |                    |  |  |                     |  |
|                                 |                             | Giovanni VI del Portogallo            | Pietro III del Portogallo           |  |  |       |  |  |                    |  |  |                     |  |
|                                 |                             | Giovanni VI del Portogallo            | Maria I del Portogallo              |  |  |       |  |  |                    |  |  |                     |  |
| Maria Francesca di Braganza     |                             | Giovanni VI del Portogallo            |                                     |  |  |       |  |  |                    |  |  |                     |  |
|                                 |                             | Carlotta Gioacchina di Borbone-Spagna | Carlo IV di Spagna                  |  |  |       |  |  |                    |  |  |                     |  |
|                                 |                             | Carlotta Gioacchina di Borbone-Spagna | Carlo IV di Spagna                  |  |  |       |  |  |                    |  |  |                     |  |
|                                 |                             | Carlotta Gioacchina di Borbone-Spagna | Maria Luisa di Borbone-Parma        |  |  |       |  |  |                    |  |  |                     |  |
| Alfonso Carlo di Borbone-Spagna |                             | Carlotta Gioacchina di Borbone-Spagna |                                     |  |  |       |  |  |                    |  |  |                     |  |
|                                 | Ferdinando d'Asburgo-Lorena | Francesco I del Sacro Romano Impero   |                                     |  |  |       |  |  |                    |  |  |                     |  |
|                                 | Ferdinando d'Asburgo-Lorena | Francesco I del Sacro Romano Impero   |                                     |  |  |       |  |  |                    |  |  |                     |  |
|                                 | Ferdinando d'Asburgo-Lorena | Maria Teresa d'Austria                |                                     |  |  |       |  |  |                    |  |  |                     |  |
| Francesco IV di Modena          | Ferdinando d'Asburgo-Lorena |                                       |                                     |  |  |       |  |  |                    |  |  |                     |  |
|                                 |                             | Maria Beatrice d'Este                 | Ercole III d'Este                   |  |  |       |  |  |                    |  |  |                     |  |
|                                 |                             | Maria Beatrice d'Este                 | Ercole III d'Este                   |  |  |       |  |  |                    |  |  |                     |  |
|                                 |                             | Maria Beatrice d'Este                 | Maria Teresa Cybo-Malaspina         |  |  |       |  |  |                    |  |  |                     |  |
| Maria Beatrice d'Asburgo-Este   |                             | Maria Beatrice d'Este                 |                                     |  |  |       |  |  |                    |  |  |                     |  |
|                                 |                             | Vittorio Emanuele I di Savoia         | Vittorio Amedeo III di Savoia       |  |  |       |  |  |                    |  |  |                     |  |
|                                 |                             | Vittorio Emanuele I di Savoia         | Vittorio Amedeo III di Savoia       |  |  |       |  |  |                    |  |  |                     |  |
|                                 |                             | Vittorio Emanuele I di Savoia         | Maria Antonietta di Borbone-Spagna  |  |  |       |  |  |                    |  |  |                     |  |
| Maria Beatrice di Savoia        |                             | Vittorio Emanuele I di Savoia         |                                     |  |  |       |  |  |                    |  |  |                     |  |
|                                 |                             | Maria Teresa d'Austria-Este           | Ferdinando d'Asburgo-Lorena         |  |  |       |  |  |                    |  |  |                     |  |
|                                 |                             | Maria Teresa d'Austria-Este           | Ferdinando d'Asburgo-Lorena         |  |  |       |  |  |                    |  |  |                     |  |
|                                 |                             | Maria Teresa d'Austria-Este           | Maria Beatrice d'Este               |  |  |       |  |  |                    |  |  |                     |  |
|                                 |                             | Maria Teresa d'Austria-Este           |                                     |  |  |       |  |  |                    |  |  |                     |  |